# Cueva de Hinagdanan
Cueva de Hinagdanan (en tagalo: Kuwebang Hinagdanan) es una cueva en la isla de Panglao, en la provincia de Bohol, en las Filipinas. Se trata de una cueva con luz natural con una laguna profunda y muchas estalactitas y estalagmitas grandes.
La cueva está iluminada por la luz del sol que se filtra por los agujeros en el techo. El lago subterráneo es un sitio para bañarse popular, pero se ha sabido que se ha detectado niveles considerables de diversos contaminantes, ya que se alimenta por el escurrimiento del suelo.